# Franz Joseph Perrot
Franz Joseph Perrot (* 1774 in Lacôte (Frankreich); † 3. Mai 1851 in Alzey) war ein hessischer Gutsbesitzer und konservativer Politiker und Abgeordneter der 2. Kammer der Landstände des Großherzogtums Hessen.
Franz Joseph Perrot war der Sohn von Lazarus Perrot und dessen Ehefrau Stephanie, geborene Peguignon. Perrot, der katholischen Glaubens war, war Gutsbesitzer in Alzey und heiratete 1795 Felicitas geborene Bianchi (* 1775).
Von 1820 bis 1824, 1832 bis 1833 und 1835 bis 1847  gehörte er der Zweiten Kammer der Landstände an. Er wurde für den Wahlbezirk Rheinhessen 1/Alzey gewählt. 1837 bis 1848 war er Bürgermeister in Alzey.